# فروتیویل (فلوریدا)
فروتیویل (به انگلیسی: Fruitville) یک منطقهٔ مسکونی در ایالات متحده آمریکا است که در شهرستان ساراسوتا، فلوریدا واقع شده‌است. فروتیویل ۱۸٫۴ کیلومتر مربع مساحت و ۱۳٬۲۲۴ نفر جمعیت دارد و ۹ متر بالاتر از سطح دریا واقع شده‌است.